# FIA GT 2008
FIA GT 2008 kördes över 10 omgångar.

## GT1
Michael Bartels och Andrea Bertolini blev mästare för Vitaphone Maserati.

### Delsegrare (tvåförarrace)
| Bana         | Vinnare                                                              | Märke        |
| ------------ | -------------------------------------------------------------------- | ------------ |
| Silverstone  | Ryan Sharp Karl Wendlinger                                           | Maserati     |
| Adria        | Christophe Bouchut Xavier Maassen                                    | Chevrolet    |
| Monza        | Mike Hezemans Fabrizio Gollin                                        | Chevrolet    |
| Oschersleben | Ryan Sharp Karl Wendlinger                                           | Aston Martin |
| Spa          | Michael Bartels Andrea Bertolini Stéphane Sarrazin Eric van de Poele | Maserati     |
| Bukarest     | Marcel Fässler Jean-Denis Deletraz                                   | Chevrolet    |
| Brno         | Ryan Sharp Karl Wendlinger                                           | Aston Martin |
| Nogaro       | Miguel Ramos Xandi Negrão                                            | Maserati     |
| Zolder       | Michael Bartels Andrea Bertolini                                     | Maserati     |
| San Luís     | Bert Longin Anthony Kumpen                                           | Saleen       |

### Slutställning
| Plats | Förare                              | Märke        | Poäng |
| ----- | ----------------------------------- | ------------ | ----- |
| 1     | Michael Bartels Andrea Bertolini    | Maserati     | 70    |
| 2     | Mike Hezemans Fabrizio Gollin       | Chevrolet    | 66    |
| 3     | Miguel Ramos Xandi Negrão           | Maserati     | 52.5  |
| 4     | Marcel Fässler                      | Chevrolet    | 48.5  |
| 5     | Jean-Denis Deletraz                 | Chevrolet    | 45.5  |
| 6     | Ryan Sharp Karl Wendlinger          | Aston Martin | 38    |
| 7     | Allan Simonsen Phillip Peter        | Aston Martin | 40    |
| 8     | Christophe Bouchut Xavier Maassen   | Chevrolet    | 32.5  |
| 9     | Stéphane Sarrazin Eric van de Poele | Maserati     | 20    |
| 10    | Bert Longin Anthony Kumpen          | Saleen       | 18.5  |

## GT2
Gianmaria Bruni och Toni Vilander vann titeln för Ferrari.

### Delsegrare
| Bana           | Vinnare                                                    | Märke   |
| -------------- | ---------------------------------------------------------- | ------- |
| Silverstone    | Gianmaria Bruni Toni Vilander                              | Ferrari |
| Monza          | Richard Westbrook Emmanuel Collard                         | Porsche |
| Adria          | Gianmaria Bruni Toni Vilander                              | Ferrari |
| Oschersleben   | Gianmaria Bruni Toni Vilander                              | Ferrari |
| Spa 24-timmars | Paolo Ruberti Matteo Malucelli Joël Camathias Davide Rigon | Ferrari |
| Bukarest       | Rob Bell Andrew Kirkaldy                                   | Ferrari |
| Brno           | Gianmaria Bruni Toni Vilander                              | Ferrari |
| Nogaro         | Richard Westbrook Alex Davison                             | Porsche |
| Zolder         | Gianmaria Bruni Toni Vilander                              | Ferrari |
| San Luis       | Luis Pérez Companc Matías Russo                            | Ferrari |

### Slutställning
| Plats | Förare                           | Märke   | Poäng |
| ----- | -------------------------------- | ------- | ----- |
| 1     | Gianmaria Bruni Toni Vilander    | Ferrari | 93    |
| 2     | Paolo Ruberti Matteo Malucelli   | Ferrari | 60.5  |
| 3     | Richard Westbrook                | Porsche | 51    |
| 4     | Thomas Biagi Christian Montanari | Ferrari | 45    |
| 5     | Emmanuel Collard                 | Porsche | 41    |
| 6     | Rob Bell Andrew Kirkaldy         | Ferrari | 37    |